# Eucalathis ergastica
Eucalathis ergastica är en armfotingsart som beskrevs av Fischer och Oehlert 1890. Eucalathis ergastica ingår i släktet Eucalathis och familjen Chlidonophoridae. Inga underarter finns listade i Catalogue of Life.